# GJ 436 b
GJ 436 b (Gliese 436 b) je extrasolární planeta velikosti Neptunu obíhající červeného trpaslíka GJ 436. Po objevu planety COROT-7b v únoru 2009 zůstává druhou nejmenší známou exoplanetou.
Planeta je velmi blízko své hvězdě, díky čemuž je její povrchová teplota přes 400 °C. Zároveň ale její obří gravitace zajišťuje, že i při těchto teplotách zůstane voda na povrchu planety v pevném stavu. Planeta je tak celá pokrytá něčím, co bychom mohli nazvat „žhavým ledem“.